# Hartbert de Bierum
Hartbert de Bierum (mort el 12 de novembre de 1150) va ser bisbe d'Utrecht entre el 1139 i el 1150.
Hartbert va ser consagrat com a bisbe el 24 de juliol de 1139. Durant el seu govern, la ciutat de Groningen va tenir una rebel·lió. Després que el bisbe havia sufocat la mencionada revolta, va fer un acord amb la ciutat a la qual] no se li va permetre construir un mur al voltant de si mateixa -un acord que no es va mantenir per molt de temps -.
El bisbe va donar el càrrec de prefector de Groningen al seu germà Ludolf, i al seu germà petit Leffart se li va regalar el castell de Coevorden al sud-est de Drenthe, que tenia control sobre l'únic camí entre Bourtangerbog des de Drenthe a Alemanya. Aquest nepotisme va ser la base de l'eventual pèrdua de Drenthe per al Bisbat d'Utrecht.